# Come & Get It
«Come & Get It» (с англ. — «Приди и возьми») — сингл американской певицы Селены Гомес из её дебютного сольного альбома. Официально выпущен 7 апреля 2013 компанией Hollywood Records как заглавный сингл с альбома. Песня была написана Ester Dean, Mikkel S. Eriksen, и Tor E. Hermansen и спродюсирована Stargate. «Come & Get It» — поп-песня с элементами индийской музыки, написанная в среднем темпе. В песне описывается склонность к причиняющей беспокойство романтике.
Сингл дважды платиновый в США, то есть продан 2 000 000 раз, данные на июль 2013 года. С 2009 по 2011 год Селена Гомес и группа the Scene выпустили три альбома.
«Come & Get It» получил в целом благоприятные отзывы от музыкальных критиков.

## Продолжительность
1. «Come & Get It» — 3:51

## Клип
Мировая премьера музыкального видео состоялась 7 мая 2013 года на MTV. Видео начинается с того, что Селена на лугу Bluebonnets (Техас) в чёрном платье. Затем она начинает петь, и она уже в красном платье, а на заднем плане танцовщицы в бежевых платьях, их танец напоминает индийские движения. Затем певица появляется в платье, «развевающемся» в воде, скользит между зеркалами. Кончается клип тем, что Селена снова на лугу.
5 клипов-ремиксов были загружены на канал в ютюбе Селены — SelenaGomezVEVO 18 июня 2013

## Позиция в чартах
| Чарт (2013)                 | Наилучшая Позиция |
| --------------------------- | ----------------- |
| ARIA                        | 63                |
| Ultratop 50 (Фландрия)      | 2                 |
| Ultratop 40 (Валлония)      | 4                 |
| (Billboard Hot 100)         | 7                 |
| Canadian Hot 100            | 9                 |
| (Gaon International Chart)  | 35                |
| (Billboard Mexican Airplay) | 89                |
| RIANZ                       | 17                |
| Billboard Hot 100           | 6                 |
| Pop Songs (Billboard)       | 8                 |
| SNEP                        | 56                |

## История выпуска
| Государство    | Дата          | Формат            | Лейбл             |
| -------------- | ------------- | ----------------- | ----------------- |
| США            | 7 апреля 2013 | цифровая загрузка | Hollywood Records |
| Бразилия       | 8 апреля 2013 | цифровая загрузка | Hollywood Records |
| Швеция         | 8 апреля 2013 | цифровая загрузка | Hollywood Records |
| Великобритания | 26 июля 2013  | цифровая загрузка | Hollywood Records |